# نينا هيمر
نينا هيمر (مواليد 16 فبراير 1993) هي لاعبة مصارعة حرة ألمانية، فازت بالميدالية الفضية في وزن 55 كج في بطولة العالم 2021.

## وصلات خارجية
- نينا هيمر على موقع قاعدة بيانات المصارعة الدولية (الإنجليزية)
- نينا هيمر على موقع أوليمبيديا (الإنجليزية)
- نينا هيمر على موقع اللجنة الأولمبية الألمانية (الألمانية)